# Peromyia bertviklundi
Peromyia bertviklundi är en tvåvingeart som beskrevs av Jaschhof 2009. Peromyia bertviklundi ingår i släktet Peromyia, och familjen gallmyggor. Arten är reproducerande i Sverige.